# Gerard Kuppen
Gerardus Petrus Adrianus (Gerard) Kuppen (Rotterdam, 6 februari 1915 - Sittard, 23 september 1995) was een Nederlands voetballer die uitkwam voor Feijenoord en VV Sittard. 

## Feijenoord
Hij debuteerde in de loop van het seizoen 1934/35 in de hoofdmacht. Hij stond op 23 juni 1935 in de basis toen Feijenoord voor eigen publiek de bekerfinale met 5-2 won van HVV Helmond.
Kuppen was een van de 12 Feijenoord-spelers die op 27 maart 1937 met een vriendschappelijke wedstrijd tegen het Belgische Beerschot het nieuwe stadion De Kuip inwijdde. Gadegeslagen door 37.825 toeschouwers werd het 5-2 voor Feijenoord in de stromende regen.
Hij speelde van 1935 tot 1944 164 competitiewedstrijden voor Feijenoord en maakte hierin 13 goals. Het was een succesvolle periode waarin de Rotterdammers drie keer landskampioen werden (1936, 1938 en 1940).
De wedstrijd van 4 mei 1944 tussen Feijenoord en Sparta op het oude Feijenoord-veld leverde een primeur: een strafschop in twee keer. Nadat Bas Paauwe bij een stand van 1-2 de strafschop enkele decimeters naar voren had geschoten, schoot de achter hem aankomende Gerard Kuppen de bal in het doel. Feijenoord won de wedstrijd met 4-3.

## Sittard
In juli 1944 vertrok hij bij Feijenoord en vroeg overschrijving aan naar de Limburgse tweedeklasser VV Sittard. Daar speelde hij onder meer samen met Bram Appel. In de drie jaar dat Kuppen in Sittard speelde, werd de club tweemaal kampioen. Maar de Zuid-Limburgers slaagden er niet in te promoveren naar de Eerste klasse. Hij stopte in de zomer van 1948 als voetballer en bleef in Sittard wonen. 
Hij werd tijdens zijn voetballoopbaan horecabaas en nam 'De Sjprunk', een van de oudste cafés van Sittard (uit 1873), over. Hij veranderde de naam in 'De Kup'. Zo heet de donkere kroeg nu nog altijd. Veertig jaar lang, tot begin 1987, dreef hij samen met zijn echtgenote Kitty dit bekende Sittardse café.

## Interlands
Hij maakte zijn debuut in het Nederlands voetbalelftal op 28 november 1937 in het WK-kwalificatieduel thuis tegen Luxemburg. Oranje won met 4-0. Feijenoord was toen hofleverancier met keeper Adri van Male, Puck van Heel, Bas Paauwe en Gerard Kuppen.
Menige interlandcarrière werd door de oorlogsjaren vroegtijdig afgebroken. Dat gold niet voor Kuppen die als 31-jarige, en uitkomend voor een tweedeklasser, in mei 1946 opnieuw werd opgeroepen. Dit was 8,5 jaar na zijn debuut. Hij speelde op 12 mei (thuis 6-3 zege) en 30 mei (uit 2-2) in de oefenduels met België op het middenveld samen met zijn oud-clubgenoten Bas Paauwe en Arie de Vroet.